# Бучумі (Бакеу)
Бучумі (рум. Buciumi) — село у повіті Бакеу в Румунії. Входить до складу комуни Бучумі.
Село розташоване на відстані 203 км на північ від Бухареста, 42 км на південь від Бакеу, 122 км на південний захід від Ясс, 129 км на північний захід від Галаца, 109 км на північний схід від Брашова.

## Населення
За даними перепису населення 2002 року у селі проживали 1478 осіб, усі — румуни. Усі жителі села рідною мовою назвали румунську.